# Jan van de Graaff
Pour les articles homonymes, voir van de Graaff.
Jan van de Graaff, né le 24 novembre 1944 à Hengelo (Overijssel), est un rameur néerlandais. Il participe aux Jeux olympiques d'été de 1964 et  remporte la médaille de bronze en participant à l'épreuve du quatre barré avec ses coéquipiers Lex Mullink, Freek van de Graaff, Bobbie van de Graaff et Marius Klumperbeek.

## Palmarès

### Jeux olympiques
- Jeux olympiques de 1964 à Tokyo,  Japon
  -  Médaille de bronze (quatre barré).

### Championnats du monde
- Championnats du monde d'aviron 1966 à Bled,  Yougoslavie
  -  Médaille d'or (quatre barré).